# Walther Augustin Villiger
 Walther Augustin Villiger, nemški astronom,* 25. december 1872, Lenzburg, Švica, † 5. februar 1938, Jena, Nemčija.

## Delo
Kot astronom je deloval od leta 1896 do 1907. V letu 1924 (eno leto po odprtju) je predlagal izboljšani projektor v planetariju Nemškega muzeja v Münchenu.
Odkril je asteroid 428 Monachia.